# Confirmation (protestantisme)
Pour les articles homonymes, voir Confirmation (homonymie).

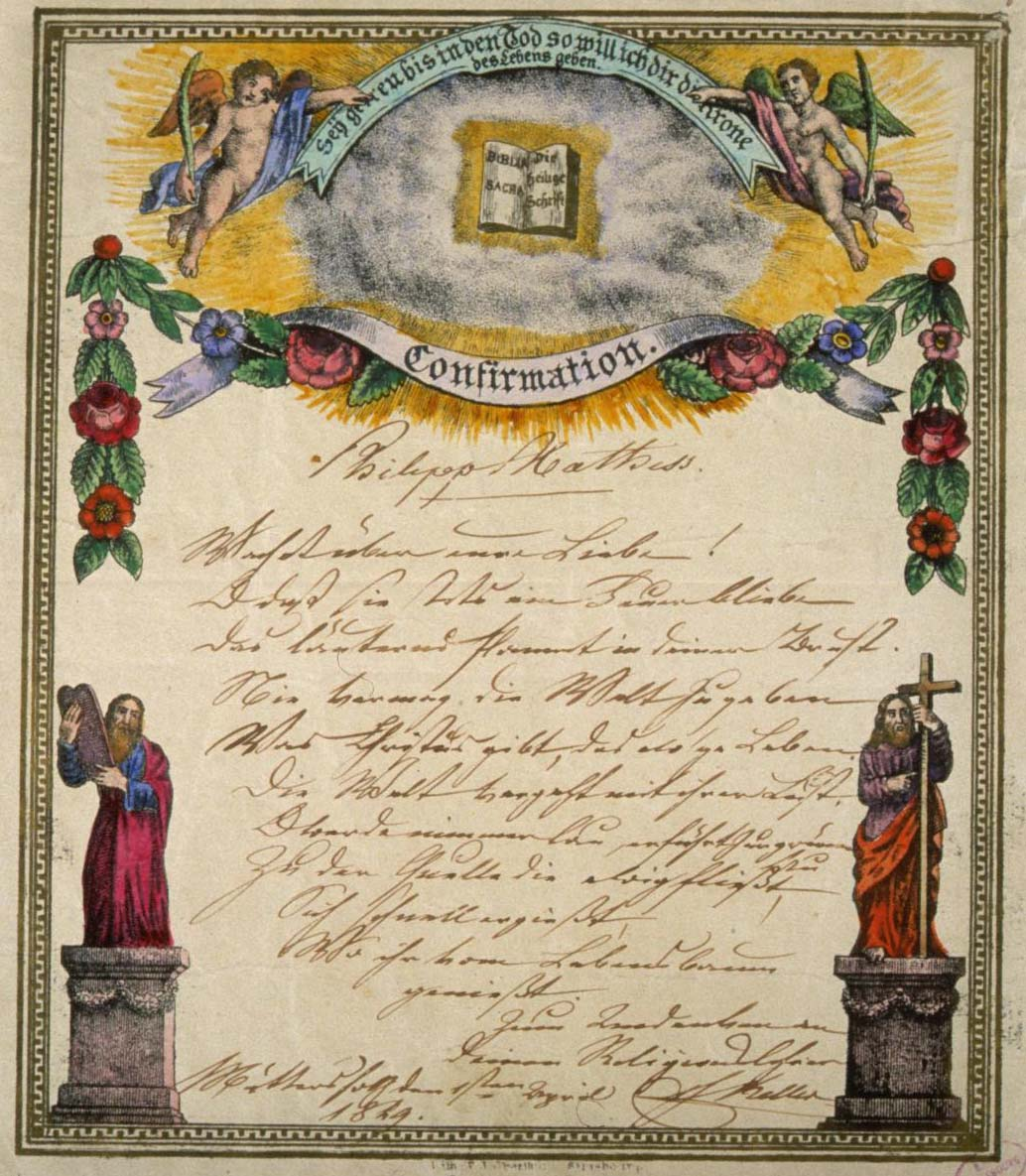
Souvenir de confirmation de Philipp Mathis (1849). – Coll. BNUS.

La confirmation protestante désigne la cérémonie qui conclut l’éducation religieuse des catéchumènes, en général des adolescents, dans les Églises de la Réforme. Elle est assez proche de la profession de foi célébrée chez les catholiques, cependant elle n'est pas un sacrement. Elle confirme, comme son nom l’indique, les vœux du baptême et elle marque l’admission du confirmant à la cène et son passage à une vie de foi adulte.

## Un statut flou

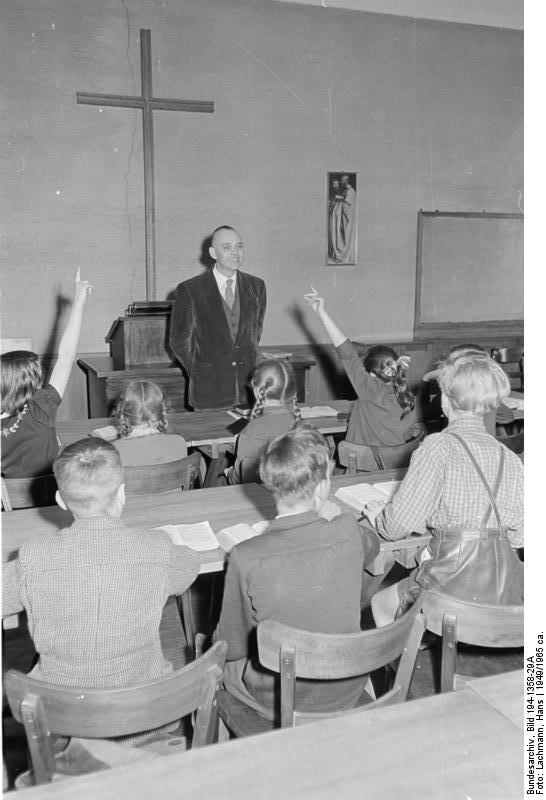
Examen de confirmation, Allemagne 1949.

Au XVIe siècle, les Réformateurs ont réduit les sacrements au nombre de deux : le baptême et la cène. Tous les autres sacrements catholiques, c’est-à-dire la confirmation, le mariage, l’ordination sacerdotale, la pénitence et l’extrême onction n’ont pas été retenus parce qu’ils ne figurent pas dans la Bible : ils relèvent seulement de la tradition de l’Église. La confirmation n’est donc pas une cérémonie obligatoire.
Tous les Réformateurs n’étaient pas d’accord quant à sa signification. Jean Calvin, dans son Institution de la religion chrétienne, déclare que la confirmation « ne peut se nommer ainsi sans faire injure au baptême » et souhaite sa suppression au profit d’un examen. Durant celui-ci, les enfants de l’âge de dix ans auraient à faire profession de foi et à répondre aux questions qu’on leur poserait à propos de la doctrine. Martin Luther la range parmi les usages ecclésiastiques, n’y accordant finalement peu d’importance. Pour lui, le baptême se suffit également à lui-même mais le catéchèse et la confession du catéchumène viennent le parachever. C'est pourquoi il est partisan à partir de 1523 d'un examen unique qui aurait lieu à la fin de l'instruction catéchétique, en même temps que la première participation à la cène. 
C’est pour le Réformateur strasbourgeois Martin Bucer (1491-1551) que la confirmation se révèle importante, afin de réfuter les critiques des anabaptistes à propos du baptême des enfants. Il a tenté de la valoriser en soulignant ses cinq aspects : confession de foi et engagement, imposition des mains et onction de l’Esprit, acceptation de la discipline ecclésiale (ordonnance ecclésiastique), admission à la cène et bénédiction. Il souhaite qu'elle soit accessible à tous les enfants suffisamment instruits dans la foi chrétienne et qu'elle soit le fruit d'une démarche personnelle (et non dictée par les usages). 
Pour autant, la confirmation ne fut pas adoptée si facilement par les protestants. En effet, Bucer lui-même n'a pas pu la maintenir dans un premier temps à Strasbourg. C'est tout d'abord dans l'État de Hesse en Allemagne qu'elle fut acceptée de manière durable (sa mise en pratique a été attestée par l'Ordonnance disciplinaire de 1539 et par l'Ordonnance ecclésiastique de Cassel). Bucer réussit finalement à rétablir la confirmation à Strasbourg peu de temps après (1539 ou 1543). 
Le successeur de Bucer à la tête de l'Église strasbourgeoise, Jean Marbach, continue de pratiquer la confirmation, ainsi que les pasteurs suivants. Cependant, elle tombe en désuétude au début du XVIIe siècle. Elle n'est à nouveau réellement pratiquée qu'au cours du XVIIIe siècle et surtout du XIXe siècle, grâce notamment au Réveil piétiste.
La pratique actuelle tend à ne reconnaître à la confirmation que le sens de la seule bénédiction. C’est pourquoi, en 1990, le théologien bâlois Walter Neidhart a proposé de retenir cette idée de bénédiction pour définir la confirmation, afin de maintenir une cohérence théologique et de donner satisfaction à la demande sociale, étant donné que les communautés protestantes en ont souvent fait un rite de passage.

## Un rite de passage
Jean-Frédéric Ostervald (1663-1747) s’est efforcé de faire entrer la cérémonie de la confirmation dans les coutumes du protestantisme francophone, mais elle ne s’est imposée qu’au XIXe siècle dans l'ensemble du territoire. Au départ, les confirmands avaient plutôt entre dix-sept et dix-huit ans. C’est sous Louis XV que leur âge a été ramené à quatorze ans, car lorsqu'un père de famille se convertissait au catholicisme, ses enfants devenaient également catholiques tant qu'ils n'avaient pas encore participé à la cène. Le retour au protestantisme n'étant pas admis par les catholiques à cette époque en France, l'Église protestante choisit donc d'abaisser l'âge d'admission à la cène et donc celui de la confirmation. Cet âge correspondit pendant longtemps, de la fin du XIXe siècle aux années 1960, à la sortie du système scolaire de la majorité des adolescents, ce qui a favorisé son enracinement en tant que rite de passage à l'âge adulte. 

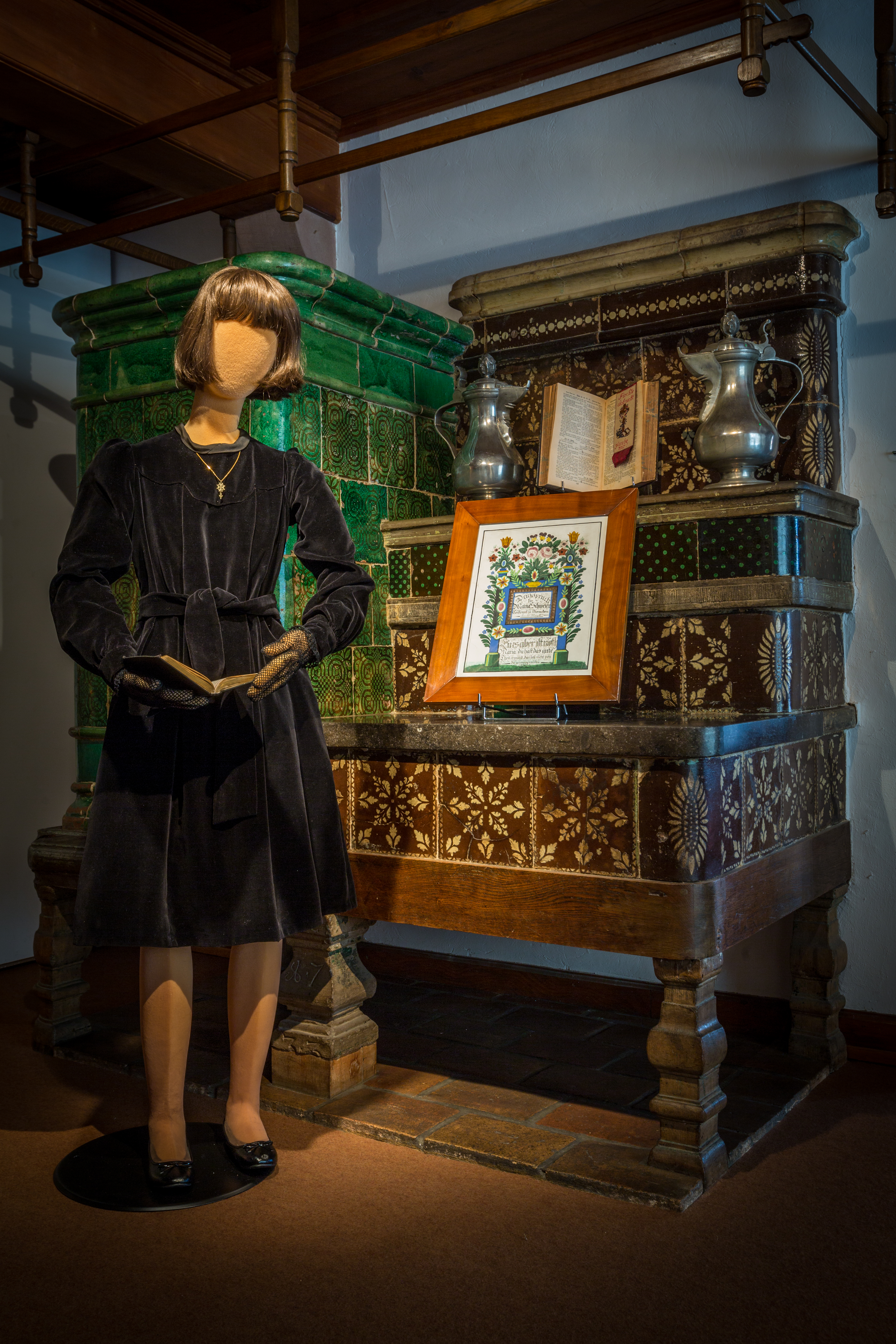
Habits de confirmation, avec une robe en velours noir, accompagnée d'une croix huguenote et d'un petit livre de cantiques protestants. À côté se trouvent les objets présents lors de la confirmation, avec un souvenir peint, deux aiguières en étain (du début du XIXe siècle, conçues par Paul Schmerber) pour verser le vin lors de la cène et une bible ornée d'un marque page du début du XXe siècle.
– Coll. Musée alsacien, Strasbourg

Autrefois, la confirmation avait lieu le dimanche des Rameaux. De nos jours, elle se déroule plutôt entre Pâques et la Pentecôte. 

### Coutumes alsaciennes
C'est Philipp Jacob Spener qui réintroduit dans le protestantisme la pratique de la confirmation à l'âge de raison.
La confirmation protestante est particulièrement célébrée en Alsace. Elle est une fête à caractère à la fois religieux et profane. En plus du culte au temple, le confirmé est au cœur d'une grande fête familiale où on lui offre des cadeaux censés témoigner de son passage à l'âge adulte, comme une montre à gousset pour les garçons ou un mouchoir finement brodé pour les filles, même si à présent les cadeaux sont plus adaptés aux besoins des confirmés. Il y a aussi des cadeaux à caractère religieux ; aujourd'hui encore, les filles reçoivent souvent une croix huguenote avec une chaînette en or. 

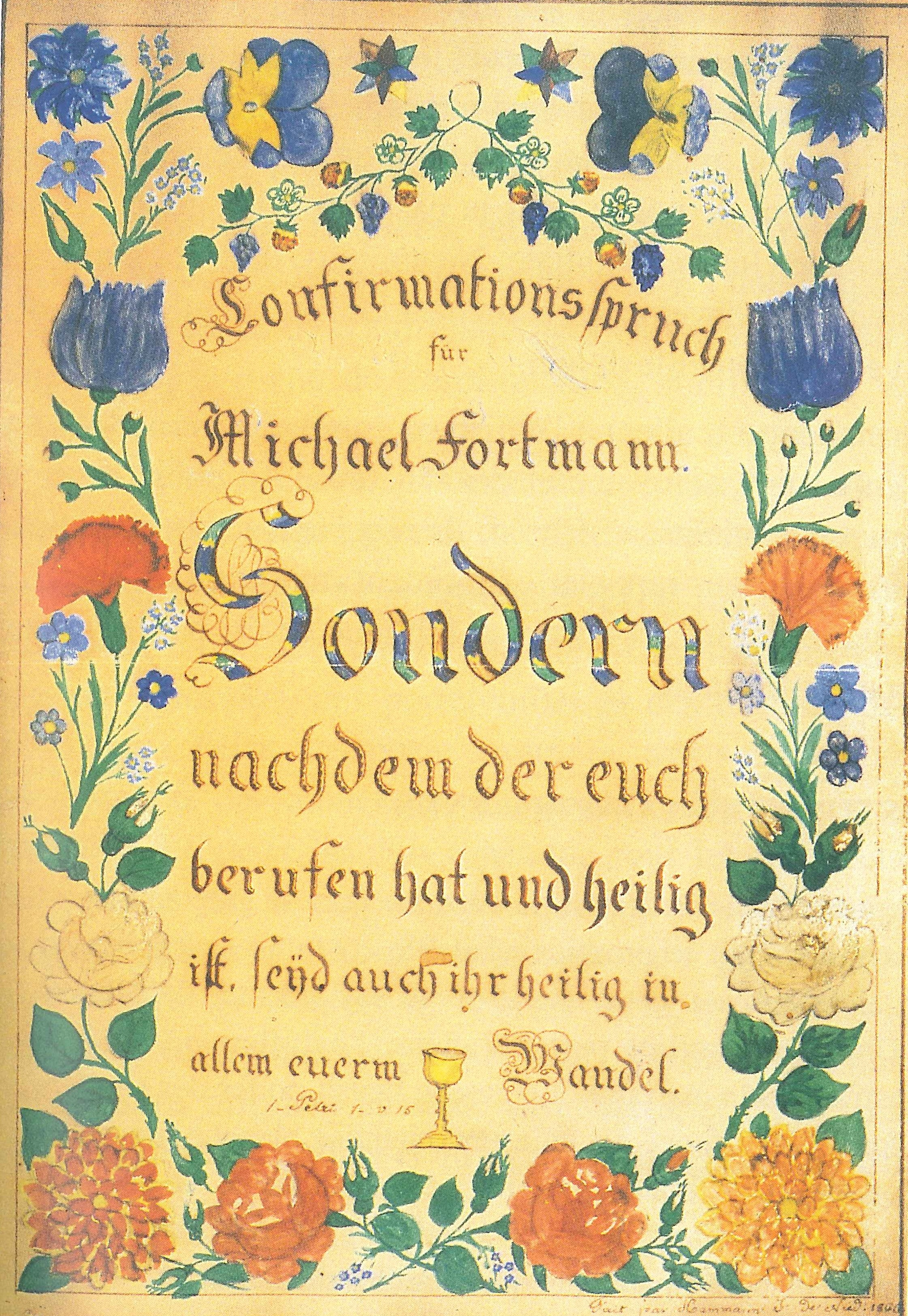
Texte de confirmation peint à la main en 1886 par l’imagier-peintre J. Hamann de Niedersoultzbach (Bas-Rhin).
– Coll. Musée de l'image populaire, Pfaffenhoffen.

Le jour de la fête, les confirmés reçoivent également de la part de la paroisse un souvenir de la confirmation. Il s’agit un verset biblique décoré ou illustré par une image avec des indications concernant le confirmé. Le texte choisi par le pasteur doit pouvoir accompagner au mieux la vie de son destinataire.
En ce qui concerne l'habillement des confirmands, le costume des garçons et la robe des filles étaient très foncés jusqu'à la Seconde Guerre mondiale. Les garçons portaient également des chapeaux melon. Ce n'est qu'ensuite que les vêtements s'éclaircirent. Les filles sont souvent à présent totalement en blanc. Depuis une vingtaine d'années, certaines paroisses font porter des aubes blanches aux adolescents au moment de la cérémonie. 
Jusqu’au milieu du XXe siècle, un examen des catéchumènes se déroulait souvent dans les villages une semaine avant la confirmation. Tout le village allait y assister, afin de voir si les jeunes connaissaient bien leurs leçons et s’ils allaient correctement perpétuer les traditions.